# ماتانا رابرتز

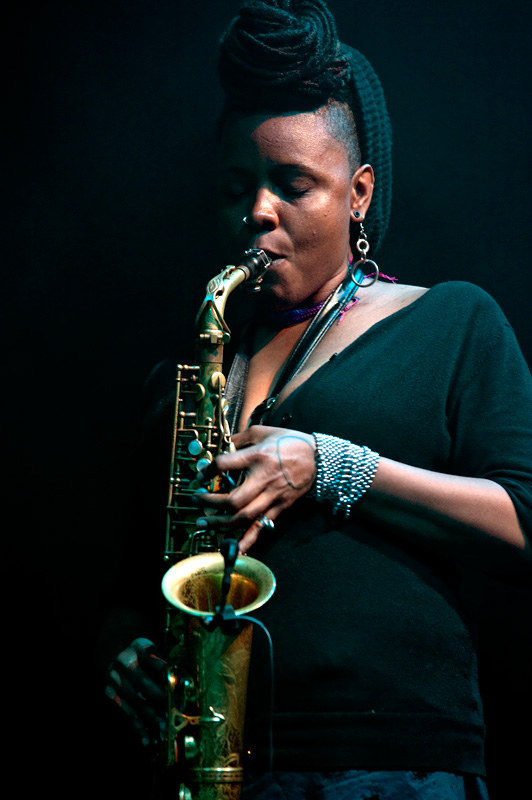
رابرتز در جشنواره مورس ۲۰۱۰

ماتانا رابرتز (متولد 1975) یک آزمایشگر صدا، هنرمند تجسمی، ساکسوفونیست و کلارینتیست جاز، آهنگساز و بداهه نواز آمریکایی مستقر در شهر نیویورک است. وی پیش از این عضو فعال انجمن پیشرفت نوازندگان خلاق (AACM) بوده‌است. انجمن روزنامه نگاران جاز، رابرتز را به عنوان نامزد نهایی جایزه "Up and Coming Musician of Year" 2008 انتخاب کرد.
آثار موجود در پروژه Coin Coin با استقبال گسترده‌ای روبرو شد و در فهرست‌های منتقدان متعدد JazzTimes 2011 قرار گرفت. آلبوم سوم او از این پروژه در میان بهترین آلبوم‌های Avant سال ۲۰۱۵ رولینگ استون قرار گرفت. آلبوم چهارم او از این پروژه به نام
ممفیس بیشترین افتخارات را برای وی کسب کرده‌است و در بهترین آلبوم‌های تجربی بهترین آلبوم‌های جاز و ده آثار برتر نظرسنجی منتقدان موسیقی جی پی آر در سال ۲۰۱۹ قرار گرفت.
آنتونی فانتانو از The Needle Drop این آلبوم را یکی از جذاب‌ترین پروژه‌های جاز در دهه خواند.

## زندگی‌نامه
رابرتز در سال ۱۹۷۵ در شیکاگو، ایلینوی متولد شد و در دوران جوانی کلارینت کلاسیک را آموخت. او یک گروه سه نفره با نام‌های Sticks and Stones را با جاش آبرامز باسیست و چاد تیلور درامر تشکیل داد، که به‌طور منظم با آنها در Velvet Lounge اجرا می‌کرد. در سال ۲۰۰۲، رابرتز به نیویورک نقل مکان کرد و به اجرای خیابانی در مترو می‌پرداخت.
رابرتز در جشنواره جاز لندن در سال ۲۰۰۷ به اجرای برنامه پرداخت. در سال ۲۰۰۸، پروژه The Chicago Roberts را منتشر کرد. این آلبوم به تهیه کنندگی ویجی آی یر شامل اجراهایی از اعضای Prefuse 73 و تورتس به همراه فرد اندرسون ساکسوفونیست AACM است.
وی پیش از این عضو فعالی در انجمن پیشرفت نوازندگان خلاق (AACM) بوده‌است.
در ژانویه ۲۰۱۰، رابرتز مهمان The Stone بود. رابرتز توسط جف مانگوم از نیوترال میلک هتل انتخاب شد تا در جشنواره All Tomorrow's Parties که در مارس ۲۰۱۲ در ماین هد انگلیس سرپرستی کرد، به اجرا بپردازد. رابرتز در تابستان ۲۰۱۵ در موزه ویتنی هنر آمریکایی اقامت گرفت و در طی آن مجموعه ای از کارهای صوتی مبتنی بر تحقیق را با عنوان i call america تولید کرد. تابستان سال بعد، او یک نمایش انفرادی در گالری فریدمن داشت تحت عنوان I Call America II که به عنوان نسخه گسترده‌ای از نمایشگاه ویتنی ارائه شد.

## جوایز
- ۲۰۰۸: انجمن روزنامه نگاران جاز رابرتز را به عنوان نامزد نهایی جایزه "Up and Coming Musician of Year" 2008 (که در نهایت لیونل لوئکه برنده شد) انتخاب کرد.[۵]
- ۲۰۱۳: جایزه بنیاد هنرهای معاصر به هنرمندان اعطا می‌کند.[۱۴]

## دیسکوگرافی

### انفرادی / به عنوان رهبر گروه
- Lines for Lacy (آزادسازی خود، ۲۰۰۶)
- The Calling (Utech، ۲۰۰۷)
- پروژه شیکاگو (کنترل مرکزی، ۲۰۰۸)
- زندگی در لندن (کنترل مرکزی، ۲۰۱۱)
- Coin Coin Chapter One: Gens de couleur libres (صورت فلکی، ۲۰۱۱)
- Coin Coin Chapter Two: Mississippi Moonchile (صورت فلکی، ۲۰۱۳)
- سکه سکه فصل سوم: اجرای رودخانه (صورت فلکی، ۲۰۱۵)،[۱۵] انفرادی
- همیشه (Relative Pitch، ۲۰۱۵)، انفرادی
- سکه سکه فصل چهارم: ممفیس (صورت فلکی، ۲۰۱۹)